# Lela Loren
Lela Loren, de son vrai nom Lela Maria Loren Avellaneda Sharp, est une actrice américaine, née le 7 mai 1980 à Sacramento (Californie). Elle est principalement connue pour son rôle d'Angela Valdes dans la série télévisée Power.

## Biographie
Née à Sacramento le 7 mai 1980 d'un père américain et d'une mère mexicaine, Lela Loren a grandi dans sa ville natale avec son frère aîné Daniel, cuisinier de formation. Elle parle plusieurs langues, à savoir l'anglais, l'espagnol et l'italien. 
Sa carrière cinématographique commence avec le film Between the Lines : elle y joue le rôle d'une immigrée mexicaine que rencontre le protagoniste Joseph Martin, romancier français parti à Los Angeles en quête d'inspiration pour l'écriture de son nouveau roman. Il s'ensuit de nombreuses participations à des épisodes uniques de séries telles que Les experts : Miami, Cold Case, Les experts : Manhattan, Lost : Les Disparus, Mentalist. Le rôle de Nydia Hernandez dans The Shield est son premier plus imposant (s'étalant sur un total de trois épisodes). Elle décroche son premier rôle récurrent dans la série web post-apocalyptique H+. En 2013, elle parvient à décrocher le rôle de Vanessa dans le film Infiltré, l'histoire d'un père tentant de libérer son fils mêlé dans des affaires de drogues. Elle effectue une brève apparition dans le troisième opus de la trilogie Very Bad Trip. Sa carrière décolle véritablement à partir de 2014 où elle obtient le rôle récurrent de Silvia dans la série Gang Related et le rôle principal d'Angela Valdes dans la série Power aux côtés de Omari Hardwick, à la double facette de baron de la drogue et de tenant de boîte de nuit.

## Filmographie

### Télévision

#### Séries télévisées
- 2006 : Cold Case : Ana Castilla (saison 3, épisode 15)
- 2006 : Les experts : Miami : Isabella Mansera (saison 4, épisode 23)
- 2006 : Les experts : Manhattan : Jo O'Keffe (saison 3, épisode 10)
- 2007 : The Shield : Nydia Hernandez (saison 6, épisode 2, 3 et 6)
- 2007 : Ghost Whisperer : Anna Sanchez (saison 3, épisode 3)
- 2008 : The Unit : Commando d'élite : Carina (saison 4, épisode 2)
- 2009 : NCIS : Enquêtes spéciales : L'agent spécial Isabella Cortez (saison 7, épisode 6)
- 2010 : Chuck : Elia (saison 3, épisode 14)
- 2010 : Lost : Les Disparus : Claudia (saison 6, épisode 15)
- 2011 : Mentalist : Nilda (saison 3, épisode 12)
- 2011 : The Closer : L.A. enquêtes prioritaires : Maria Flores (saison 7, épisode 8)
- 2012 : Covert Affairs : Blanca Gonzalez (saison 3, épisode 7)
- 2012-2013 : H+ (série web) : Francesca Rossi
- 2014 : Gang Related : Silvia
- 2014-2019 : Power : Angela Valdes (rôle principal)
- 2018 : Bull : Katherine George (saison 3, épisode 4)
- 2020 : Altered Carbon : Danica Harlan  (rôle principal - saison 2)
- 2021 : American Gods : Marguerite Olsen (saison 3)

#### Téléfilms
- 2013 : L'ombre du harcèlement de Marc Tonderai : Jane Cox

### Cinéma

#### Longs-métrages
- 2006 : Between the Lines de Anisha Pattanaik : Yola (Lela Sharp)
- 2007 : À cœur ouvert de Mike Binder : Anna
- 2011 : The Reunion de Michael Pavone : Theresa Trujillo
- 2013 : Infiltré de Ric Roman Waugh : Vanessa
- 2013 : Very Bad Trip 3 de Todd Phillips : Une policière
- 2022 : The Man from Toronto de Patrick Hughes
- 2023 : Knox (Knox Goes Away)  de Michael Keaton : Cheryl Knox

#### Courts-métrages
- 2008 : Flotsam de Michael Curtis Johnson : Salazar